# Yuriko Koike
  Yuriko Koike  (japonès: 小池 百合子)  (Ashiya, 15 de juliol de 1952) és una política japonesa, actual governadora de Tòquio. Anteriorment havia estat membre de la Cambra de Representants del Japó (1993-2016), ministra de defensa (2007) i ministra de medi ambient (2003-2006). Membre del Partit Liberal Demòcrata del Japó el 2017 va abandonar el partit per formar Tomin First no Kai, amb el que va concórrer a les Eleccions generals japoneses de 2017.
Les seves posicions polítiques son fortament conservadores i pròximes al nacionalisme japonès. Se la considera una defensora del liberalisme econòmic i de la reforma administrativa i pressupostària. També se la considera revisionista respecte l'Article 9 de la Constitució Japonesa.
Com a primera dona en ocupar el càrrec de governadora de Tòquio, també és una ferma defensora del progrés de la dona en el món laboral. Com a defensora del medi ambient, el 2005 va promoure la campanya Cool Biz, que intentava reduir les emissions en el consum d'aire condicionat durant l'estiu. El 2011, Super Cool Biz, una nova edició de la campanya de 2005 va influir la industria de la moda fins al punt de donar lloc a peces de vestir insòlites, com ara, les sabates amb aire condicionat.